# Pagar Gunung (Kotanopan)
Pagar Gunung is een bestuurslaag in het regentschap Mandailing Natal van de provincie Noord-Sumatra, Indonesië. Pagar Gunung telt 178 inwoners (volkstelling 2010).